# Euryparasitus medius
Euryparasitus medius är en spindeldjursart som beskrevs av Zuevsknj 1971. Euryparasitus medius ingår i släktet Euryparasitus och familjen Ologamasidae. Inga underarter finns listade i Catalogue of Life.